# Starokatolická farnost Havlíčkův Brod
Starokatolická farnost Havlíčkův Brod je farnost Starokatolické církve v České republice. Vznikla roku 2000.
Z této farnosti byla roku 2003 založena filiální obec v Jihlavě, která se však již roku 2005 oddělila jako samostatná farnost.
Bohoslužby se konají v ekumenické kapli v areálu nemocnice.